# August Holz
August Holz (* 1823 in Grünstadt, Pfalz; † 7. April 1899 in Boston, USA) war Müller in der Pfalz, kam als Auswanderer in den USA zu Reichtum, und wurde Mäzen seiner Heimatstadt Grünstadt.

## Leben
August Holz entstammt einer alten Grünstadter Familie und war Bestandsmüllergeselle in einer Leiningenschen Mühle. Nach der Revolution von 1848/49 emigrierte er aus wirtschaftlichen Gründen nach Nordamerika. Den anderen Grünstädter Auswanderer dieser Zeit, Franz Umbscheiden, hat er vermutlich nicht gekannt.
Er verdingte sich als Hilfsarbeiter im Hafen von Boston und fand eine Anstellung als Wareninspektor einer Handelsgesellschaft für Getreideprodukte. 1859 eröffnete er sein eigenes Handelskontor, das als „Holz & Cie.“ um 1880 zu beachtlicher Größe angewachsen war. Da er es sich leisten konnte, führte ihn die Liebe zur Heimat ab den 1880er Jahren mehrmals nach Grünstadt zurück.
Durch mehrere Geldspenden konnten wichtige, dem damaligen Anwachsen des Verkehrs und der Bevölkerung gezollte Bauvorhaben in Grünstadt durchgeführt werden. Das Rathaus wurde renoviert und umgestaltet, die Straßen am Markt wurden nach seinen Plänen modernisiert, der Kirchengemeinde ermöglichte er die Erweiterung des Gemeindehauses. Zwei Vereinen der Stadt ermöglichte er den Bau eines eigenen Vereinslokals, außerdem der Freiwilligen Feuerwehr 1892. Das soziale und kulturelle Leben der Stadt im Deutschen Kaiserreich wurde durch Holz maßgeblich geprägt. Eine Grünanlage beim Rathaus hieß von 1894 bis zum Ausbau der Straße nach 1900 „August-Holz-Anlage“.
Anschließend sollte ein Denkmal an anderer Stelle an Holz in Grünstadt erinnern. Der 1899 verstorbene Holz war in den USA wegen einer Erbschaftsangelegenheit seiner Nachfahren, die gegen den Erblasser verschiedene Vorwürfe erhoben, posthum negativ in die Presse geraten. Aus diesem Grund wurde das geplante Denkmal zunächst ausgesetzt. Da er auch die jüdische Gemeinde des Ortes unterstützt hatte, geriet sein Andenken mit dem aufkeimenden Antisemitismus der 1930er Jahre vollends in Vergessenheit.
| Personendaten    | Personendaten                      |
| ---------------- | ---------------------------------- |
| NAME             | Holz, August                       |
| KURZBESCHREIBUNG | deutsch-amerikanischer Unternehmer |
| GEBURTSDATUM     | 1823                               |
| GEBURTSORT       | Grünstadt, Pfalz                   |
| STERBEDATUM      | 7. April 1899                      |
| STERBEORT        | Boston, USA                        |